# Berryburg (Virginia Occidental)
Berryburg es un área no incorporada ubicada dentro del Distrito Oeste, una división civil menor del condado de Barbour (Virginia Occidental), Estados Unidos. Está catalogada como un asentamiento humano por la Junta de Nombres Geográficos de los Estados Unidos.
El número de identificación (ID) asignado por el Servicio Geológico de Estados Unidos es 1535672.

## Geografía
Se encuentra a una altitud de 412 m s. n. m. (1352 pies) según el conjunto de datos de elevación nacional.